# Klčov
Klčov es un municipio del distrito de Levoča en la región de Prešov, Eslovaquia, con una población estimada a final del año 2024 de 665 habitantes.
Se encuentra ubicado al suroeste de la región, cerca del río Hernád (cuenca hidrográfica del río Tisza) y de la frontera con la región de Košice.

## Demografía
| Año        | 1994 | 2004    | 2014     | 2024    |
| ---------- | ---- | ------- | -------- | ------- |
| Población  | 530  | 563     | 636      | 665     |
| Diferencia |      | +6,22 % | +12,96 % | +4,55 % |

| Año        | 2023 | 2024    |
| ---------- | ---- | ------- |
| Población  | 653  | 665     |
| Diferencia |      | +1,83 % |